# Wujskie

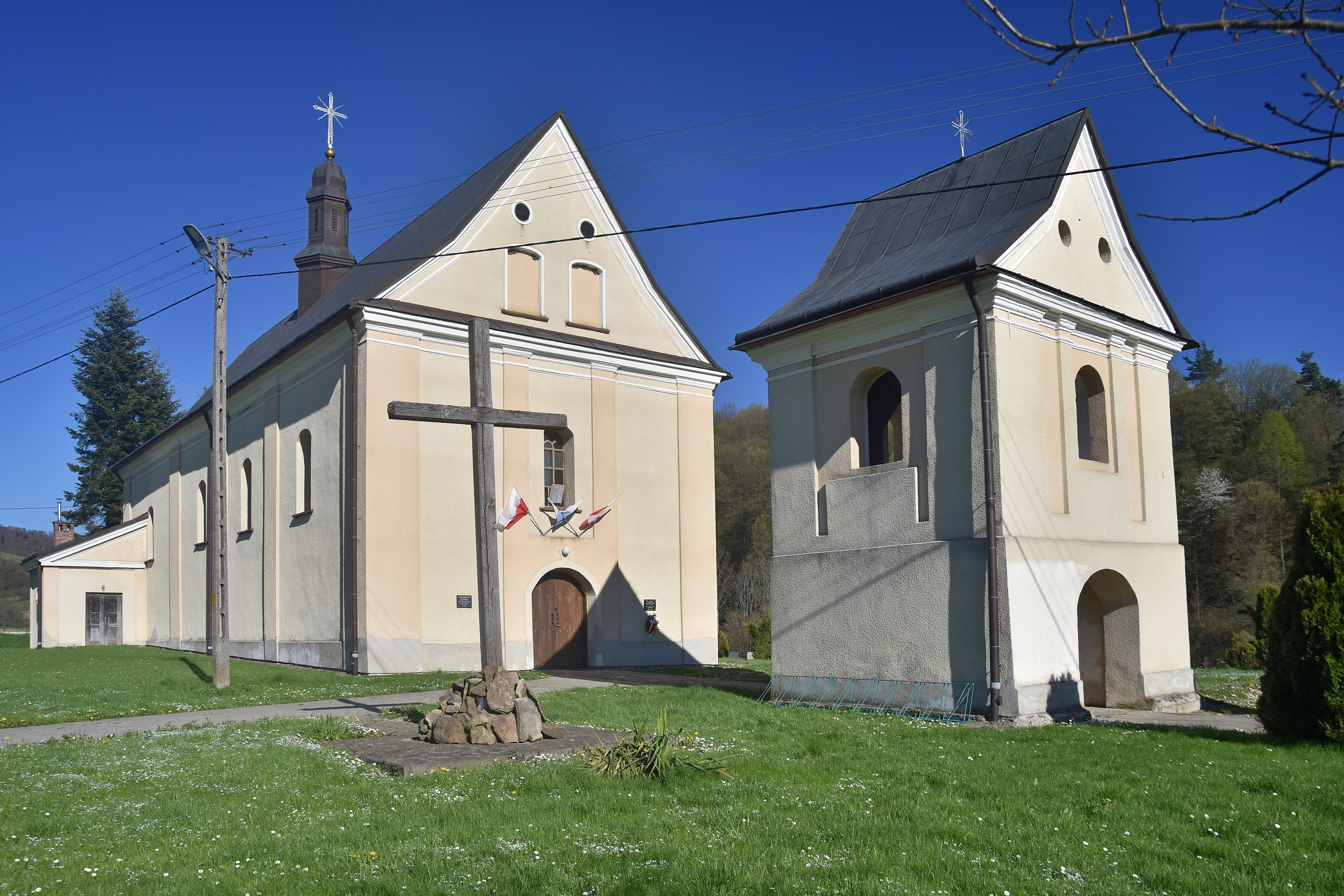
Zabytkowy kościół parafialny

Wujskie dawniej też Wójskie – wieś w Polsce, położona w województwie podkarpackim, w powiecie sanockim, w gminie Sanok.

## Integralne części wsi
| SIMC    | Nazwa | Rodzaj    |
| ------- | ----- | --------- |
| 0359801 | Blich | część wsi |

## Historia
Wola Ujsko 1513, Załuska Wola 1526.
Od drugiej połowy XIX wieku właścicielem posiadłości tabularnej Wujskie był Adam Wiktor. W 1905 posiadał we wsi obszar 425 ha. Po śmierci Adama Wiktora dobra przejął jego syn, Paweł Wiktor, w 1911 posiadający tam 425 ha. W latach około 1914-1918 majątek posiadali spadkobiercy Adama Wiktora.
W II Rzeczypospolitej wieś w powiecie sanockim województwa lwowskiego. Wiosną 1940 władze sowieckie wszystkich mieszkańców wsi, znajdującej się wówczas w pasie przygranicznym, przesiedliły na Wołyń. W 1943 nacjonaliści ukraińscy z OUN-UPA zamordowali tam 8 Polaków z Wujskich. Pozostali powrócili do wioski w 1944 i odbudowali domy. Część domów została spalona w czasie ataku UPA w 1946, ale atak został odparty bez strat własnych przez polską samoobronę.
W latach 1975–1998 miejscowość administracyjnie należała do województwa krośnieńskiego.
We wsi zamieszkiwał Klemens Trzebuniak.

## Zabytki
- Kościół parafialny Świętych Kosmy i Damiana, murowany z 1804 wraz z dzwonnicą. W latach 1839–1947 pełnił funkcję parafialnej cerkwi greckokatolickiej pw. Świętych Kosmy i Damiana.

## Religia
Wujskie jest siedzibą parafii św. Kosmy i Damiana, należącej do dekanatu Sanok II. Na początku 1932 gmina Wujskie została wydzielona z parafii Lesko i przydzielona do parafii Sanok. Parafia ma kościół filialny w Załużu.

## Wyścig Górski
W Wujskiem znajduje się punkt startowy do organizowanego corocznie w maju Bieszczadzkiego Wyścigu Górskiego na trasie Wujskie – szczyt Gór Słonnych, przy drodze DK28. Wyścig zaliczany jest jako runda Górskich Samochodowych Mistrzostw Polski.
Wyścigi odbywały się także w okresie II Rzeczypospolitej. Startował w nich m.in. Rudolf Caracciola (zwycięzca) i Jan Ripper.

Bieszczadzki Wyścig Górski
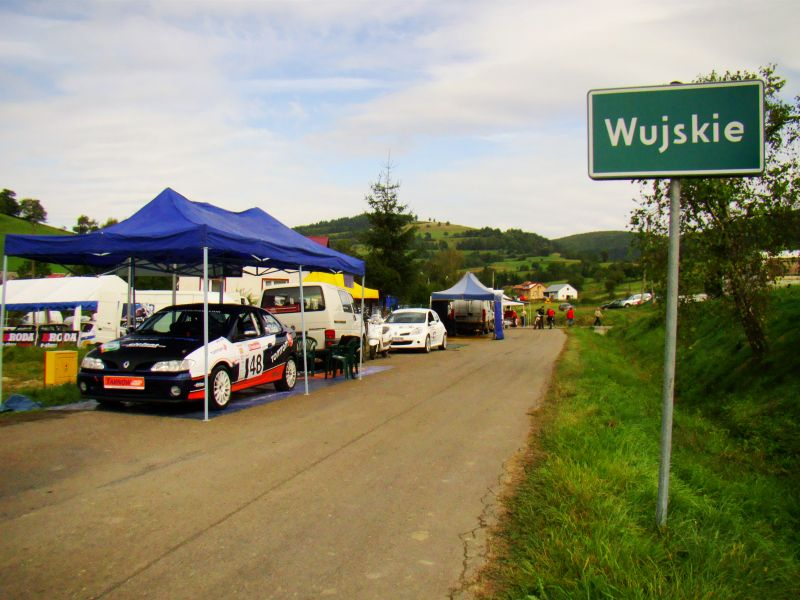
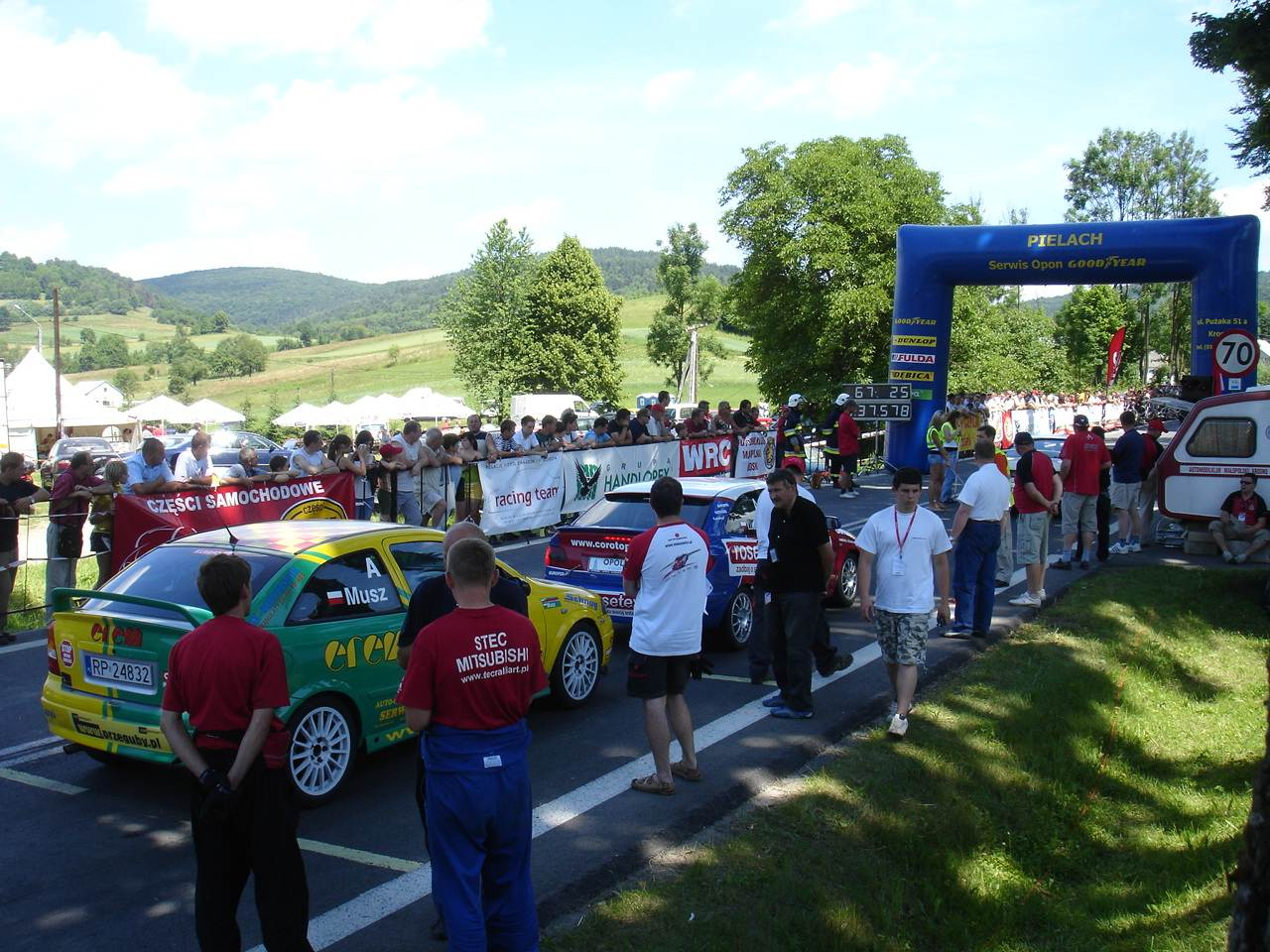
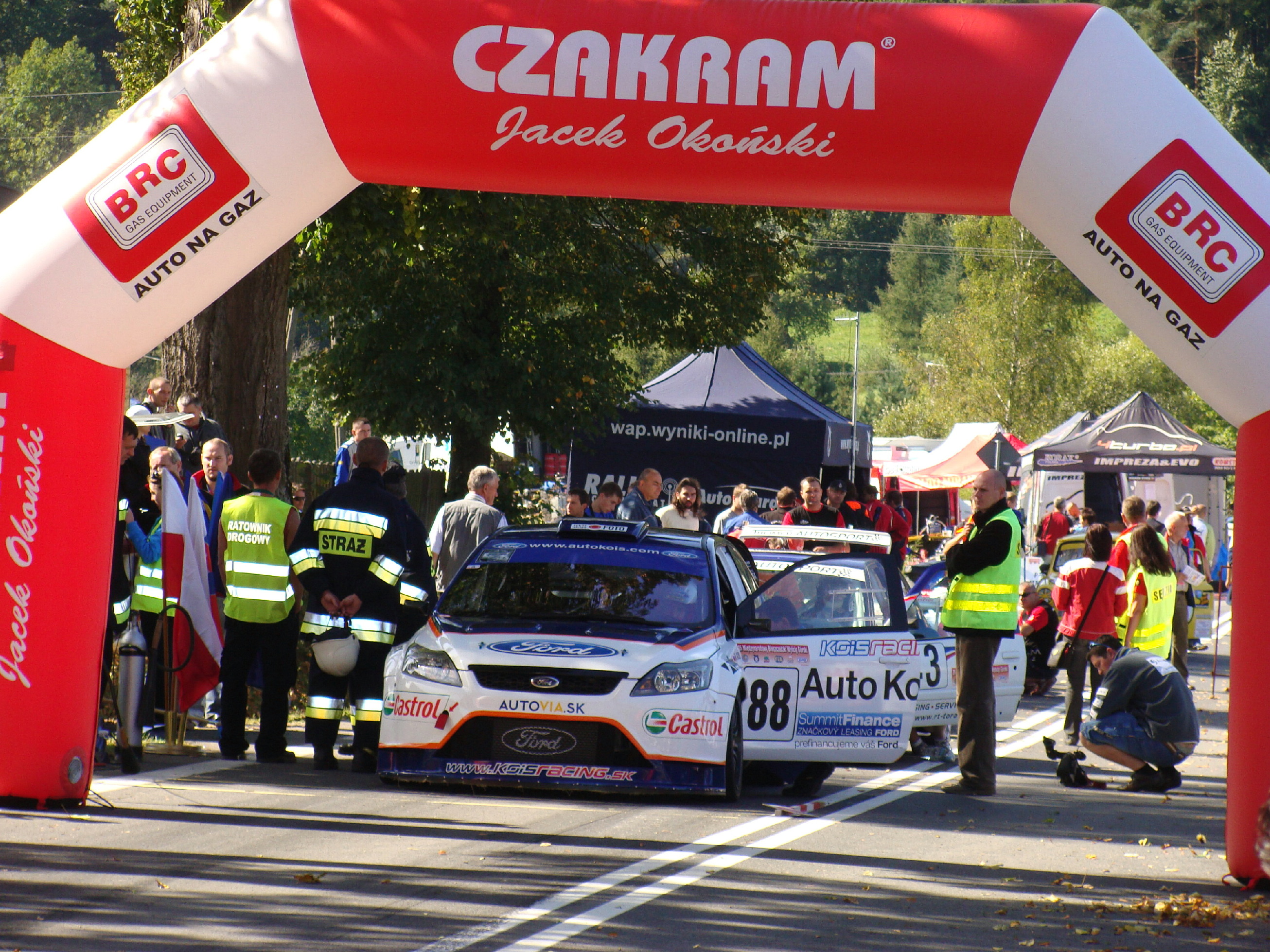